# Majenfelder Au
Die Majenfelder Au (auch Braaker Au) ist ein Bach in Schleswig-Holstein. Er wurde nach der Bosauer Dorfschaft Majenfelde (bzw. Braak) benannt, die sie durchfließt.

## Verlauf
Die Majenfelder Au entspringt auf Parzelle Nr. 212 des Staatsforstes Eutin östlich der Ortschaft Thürk in einem Tümpel auf etwa 68 m Höhe. Sie verläuft zunächst in einem tief eingeschnittenen Graben in nordöstlicher Richtung. Nach etwa 3,6 km vereinigt sie sich mit einem weiteren, östlich des Waldstückes verlaufenden Wassergraben. Danach verläuft sie in östlicher Richtung, durchquert Majenfelde und unterquert die L 176 zwischen Eutin und Hutzfeld. Südlich von Braak fließt ihr die Liensfelder Au zu, die den 1996 wiederhergestellten Klenzauer See entwässert, bis sie dann östlich von Braak an der Braaker Mühle in die Schwartau mündet. 
Da sie am Zusammenfluss mit der Schwartau mehr Wasser führt als diese, könnte man sie als eigentlichen Quellbach der Schwartau ansehen.